# Musique des Lumières (Suisse)
Pour les articles homonymes, voir Musique des Lumières.
Musique des Lumières est une saison musicale de musique classique, basée dans le canton du Jura en Suisse. 

## Histoire
Fondée en 2001 par Facundo Agudin qui en est le directeur artistique, cette manifestation offre une saison annuelle de musique classique. Elle abrite également l'administration de l'Orchestre symphonique du Jura.
Depuis 2017, Musique des Lumières est membre du fOrum culture, association fédératrice des actrices et acteurs culturels du Jura bernois, du canton du Jura et de Bienne.